# Mallinella bicolor
Mallinella bicolor là một loài nhện trong họ Zodariidae.
Loài này thuộc chi Mallinella. Mallinella bicolor được Jézéquel miêu tả năm 1964.